# Ailuronyx
Ailuronyx é um género de répteis escamados da família Gekkonidae. Este género contém poucas espécies, 3 no total. A última a serdecoberta foi Ailuronyx tachyscopaeus, em 1996). Os membros deste génro podem ser encontrados nas Seicheles e possivelmente em Madagáscar. São animais nocturnos e arborícolas.

## Espécies
- Ailuronyx seychellensis
- Ailuronyx tachyscopaeus
- Ailuronyx trachygaster